# Isidoro Lasala
Isidoro Lasala Casajús (Tauste, Zaragoza, 2 de abril de 1923 - Logroño, 22 de abril de 2017) fue un futbolista español que se desempeñaba como centrocampista.

## Clubes
- Información:.[2]

| Club                  | País          | Año           | PJ  | G  |
| --------------------- | ------------- | ------------- | --- | -- |
| C. D. Tudelano        | España        | 1941-1943     | 19  | 7  |
| Real Valladolid C. F. | España        | 1943-1956     | 220 | 14 |
| C. D. Logroñés        | España        | 1956-1957     | 14  | 0  |
| Total carrera         | Total carrera | Total carrera | 253 | 21 |